# Dúbrava (okres Levoča)
Dúbrava je obec na Slovensku v okrese Levoča. První písemná zmínka o obci pochází z roku 1293.
Na území obce je národní přírodní rezervace Rajtopíky.